# بيبي راستا و غرينغو
بيبي راستا و غرينغو (بالإسبانية: Baby Rasta & Gringo) هو ثنائي ريغيتون بورتوريكي تم تشكيله في عام 1988 في لاس مونجاس ، هاتو ري ، بورتوريكو .
كانوا يُعرفون في الأصل باسم "Eazy Boyz" ، وقد أطلقوا خمسة ألبومات استوديو منذ عام 1994 ولكن كان لديهم تعاون مختلف قبل عام 1998. كان معظم هذا التعاون مع DJ Negro ، وهي مجموعة من الألبومات التي تم تقسيمها في مجلدات بعنوان The Noise .

## ديسكوغرافيا

### ألبومات الاستوديو
- سينتينسيادوس (2004)
- العودة (2008)
- لوس كوتيزادوس (2015)

### ألبومات بث مباشر
- Live Desde El Mas Allá (1997)
- Fire Live (2003)

### ألبومات منتجة
- نبوءة جديدة (1998)
- رومانس ديل رويدو (2000)
- رومانس ديل رويدو 2 (2002)